# Dark Integers
Dark Integers (englisch für Dunkle Zahlen) ist eine Science-Fiction-Kurzgeschichte des australischen Schriftstellers Greg Egan, zuerst veröffentlicht in Asimov’s Science Fiction im Oktober/November 2007. Die Kurzgeschichte wurde ebenfalls in den Anthologien Dark Integers and Other Stories im Jahr 2008, Oceanic im Jahr 2009 und The Best of Greg Egan im Jahr 2020 veröffentlicht. Die Kurzgeschichte wurde für den Hugo Award für Beste Novelette im Jahr 2008 nominiert und ist die Fortsetzung von Lichtborn, dessen deutsche Übersetzung in der 48. Ausgabe von Asimovs Science Fiction im Jahr 1996 vom Heyne-Verlag erschienen ist.

## Handlung
Zehn Tage nach dem Angriff der anderen Seite der Mathematik stellen Bruno Costanzo und Alison Tierney den Kontakt mit dem dafür verantwortlichen Außerirdischen her, welchen sie Sam nennen. Sie teilen Einsichten über ihre Seiten miteinander aus und versuchen, den Frieden zwischen diesen aufrechtzuerhalten, können sich dabei jedoch nur als digitale Icons sehen. Sam deutet an, dass andere Welten und außerirdisches Leben auf der anderen Seite sehr viel häufiger seien, doch zögert, ebenso viel wie Bruno und Alison zu verraten. Zehn Jahre später erfährt Bruno von einer neuen Theorie von Tim Campbell, welche die Verbindung zwischen bestimmten Zahlen mit ihrer realen Manifestation im Universum beinhaltet. Er bezeichnet diese in Analogie zur dunklen Materie und dunklen Energie als dunkle Zahlen, da diese ebenso unsichtbar aber mit messbarem Effekt seien. Seine Berechnungen landeten direkt auf der anderen Seite, daher bemüht Bruno sich, Sam zu überzeugen, dass kein Angriff stattgefunden hat, und verwanzt später Campbells Computer um zukünftige Vorfälle zu verhindern. Campbell findet dies heraus und konfrontiert Bruno, welcher ihm von der anderen Seite erzählt, welche von ihm, Alison und Yuen Futing bisher geheim gehalten wurde. Campbell beginnt daraufhin die Berechnung einer Karte des nächsten Systems auf der anderen Seite, welche zeigt, dass dieses kein Spiegelbild des Sonnensystems ist und sich zudem relativ zu diesem bewegt. Aufgrund des schnellen Angriffs vor zehn Jahren folgt vermutlich ein außerirdisches Raumschiff der Erde auf der anderen Seite, was andeutet, dass die Außerirdischen schon sehr viel länger von ihnen wissen. Während Bruno mit seiner Frau Kate auf einer Wanderung ist, beginnt ein Angriff der anderen Seite. Flugzeuge und Züge werden in Unfälle verwickelt, wodurch fünftausend Menschen sterben. Während Alison und Yuen Futing einen Gegenangriff starten, spricht Bruno mit Sam, welcher behauptet, nicht für den Angriff verantwortlich zu sein. Beide entwickeln einen Plan, eine Komponente der anderen Seite abzutrennen und die Grenze zwischen den Seiten zu glätten, sodass diese zukünftig gegen Angriffe immun ist. Bruno kehrt zu Kate zurück und erzählt ihr die Geschichte hinter dem Angriff, hinter welcher die Öffentlichkeit einen Computervirus verantwortlich sieht, und versichert ihr, dass, auch wenn die Geschichte mit Alison beginnt, sie mit ihr endet.

## Übersetzung
Die Kurzgeschichte wurde auf Japanisch (2009), Französisch (2009) und Italienisch (2021) übersetzt.

## Kritik
Karen Burnham schreibt in Strange Horizons über die willentliche Aussetzung der Ungläubigkeit in einer Diskussion mit mehreren Kurzgeschichten von Greg Egan, dass Lichtborn und Dark Integers nicht notwendigerweise seine besten Kurzgeschichten seien („aren't necessarily Egan's best stories“). Beide stützen sich stark auf ihre Handlung und bieten wenig Charakterisierung („both rely heavily on their plots, with very little characterization“). Es ist dabei sehr schwer einen erzählerischen Halt zu finden, wenn die Überladung mit Information überhand nimmt („it's very hard to find a narrative toehold when the infodumping gets confusing“). Doch die Einleitung (von Dark Integers and Other Stories von welcher der essentielle Teil in der Kritik enthalten ist) zu lesen („reading the introduction“), mache diese einfacher zu lesen („them easier to read“). Karen Burnham argumentiert: Dann wusste ich, dass mein Gefühl der Unzusammenhängenheit nicht darauf zurückzuführen war, dass ich dumm war, sondern darauf, dass die Einbildung der Kurzgeschichte in Wirklichkeit völlig jeder wissenschaftlichen Grundlage oder Genrekonvention entbehrte. („Then I knew that my feeling of disjointedness wasn't because I was stupid, but because the stories' conceit really was completely without basis in any real-world science or genre convention.“)
Rich Horton schreibt auf der SF Site, dass die Kurzgeschichte nicht so sehr die Idee betrifft, auch wenn diese faszinierend durchgeknallt ist, sondern die traurige politische Realität, die Egan aus dem zugrundeliegenden Sachverhalt ableitet („not so much the idea, though that remains fascinatingly loopy, but the sad political reality that Egan derives from the underlying state of affairs“).
Salik Shah schreibt im Reactor Magazine, dass die Kurzgeschichte (ebenso wie ihr Vorgänger Lichtborn) eine aufregende Prämisse für eine Radio- oder Filmadaption wäre („would make an exciting premise for radio or film adaptation“).